# Ван де Пол, Ад
Адрианюс (Ад) ван де Пол (нидерл. Adrianus "Ad" van de Pol; 2 декабря 1926, Амстердам — 1 марта 2006) — нидерландский футболист, игравший на позиции вратаря, выступал за амстердамские команды «Аякс», «Зебюргия» и ДВС.

## Спортивная карьера
В 1949 году Ад ван де Пол перешёл в амстердамский «Аякс», до этого он выступал за клуб четвёртого класса РКА. В то время он был военнослужащим — играл за военную сборную Нидерландов и за сборную ВВС. В августе голкипер дебютировал за основной состав, сыграв в товарищеском турнире Кубок АРОЛ. В финальном матче «Аякс» выиграл в серии пенальти у клуба КФК.
В чемпионате Нидерландов за «красно-белых» ван де Пол впервые сыграл 2 октября против клуба «’т Гой», оставив свои ворота в неприкосновенности. «Аякс» в той встречи одержал победу со счётом 3:0. На протяжении всего сезона он был основным вратарём в клубе, а Беп Лентвар и Ян Винк были резервными голкиперами.
В апреле 1950 года в матче против «Блау-Вита» Ад получил травму спины и покинул поле. Вместо него, после продолжительного совещания, вратарскую позицию занял полузащитник и капитан команды Йоп Стоффелен, однако и он не был готов к игре в воротах. Ван де Пол всё же вернулся в игру, но вскоре его заменил резервист Ян Винк. За сезон Ад сыграл в чемпионате 24 матча, пропустив в них 29 голов — в шести играх он отыграл на ноль. Его команда заняла первое место в своей группе и вышла в финал чемпионата, но по его итогам подопечные Уолтера Крука заняли только 4-место.
В своём втором сезоне в «Аяксе» ван де Пол сыграл только пять матчей в чемпионате. В четвёртом туре против «Энсхедезе Бойз» он вновь получил травму, после чего его заменил Реми Розендал. Так как Реми был четвёртым голкипером в клубе, то за матчем он наблюдал с трибун, поэтому ему понадобилось более 10 минут, чтобы переодеться. Всё это время амстердамцы играли без голкипера, а ворота защищал капитан Йоп Стоффелен. После выхода Розендала Стоффелен вернулся на своё привычное место, а Реми всё же пропустил два гола.
Перед началом сезона 1951/52 ван де Пол сыграл на турнире Кубок АРОЛ, однако в чемпионате за «красно-белых» он больше не сыграл. После «Аякса» голкипер выступал за другие амстердамские команды — «Зебюргия» и ДВС. В составе ДВС ван де Пол сыграл только один официальный матч, дебютировав в гостевом матче чемпионата против «Фейеноорда». В той игре он пропустил шесть голов, а его команда в итоге уступила со счётом 6:2.

## Личная жизнь
Ад родился в декабре 1926 года в Амстердаме. Отец — Адрианюс ван де Пол, был родом из Велзена, мать — Петронелла Йоханна Грун, родилась в Амстердаме. В их семье воспитывалось ещё трое детей: сыновья Йоханнес Петрюс и Хендрикюс Робертюс, дочь Петронелла Йоханна.
Женился в возрасте тридцати четырёх лет — его супругой стала 24-летняя Матилда Йоханна Хендрика Платье, уроженка Амстердама. Их брак был зарегистрирован 3 мая 1961 года в Амстердаме.
Его младший брат Хенк (род. 20 июля 1942) тоже был вратарём, выступал за команды «Де Волевейккерс», «Блау-Вит», «Элинквейк» и ОВВО.
Умер 1 марта 2006 года в возрасте 79 лет.